# Гнилий Рів (притока Горині)
Гнилий Рів — річка в Україні, яка протікає на півночі Шепетівського району Хмельницької області. Права притока Горині (басейн Дніпра).

## Опис
Довжина 20 км, похил річки — 2,1 м/км. Формується з багатьох безіменних струмків та водойм. Площа басейну 64,1 км².

## Розташування
Бере початок на північному сході від Миньківців. Тече переважно на південний захід через Перемишель і на південно-західній околиці Крупця впадає у річку Горинь, праву притоку Прип'яті. 
Населені пункти вздовж берегової смуги: Улашанівка. 
Річку перетинають автомобільні дороги Т 1804, Н25.